# 911 (número de emergência)

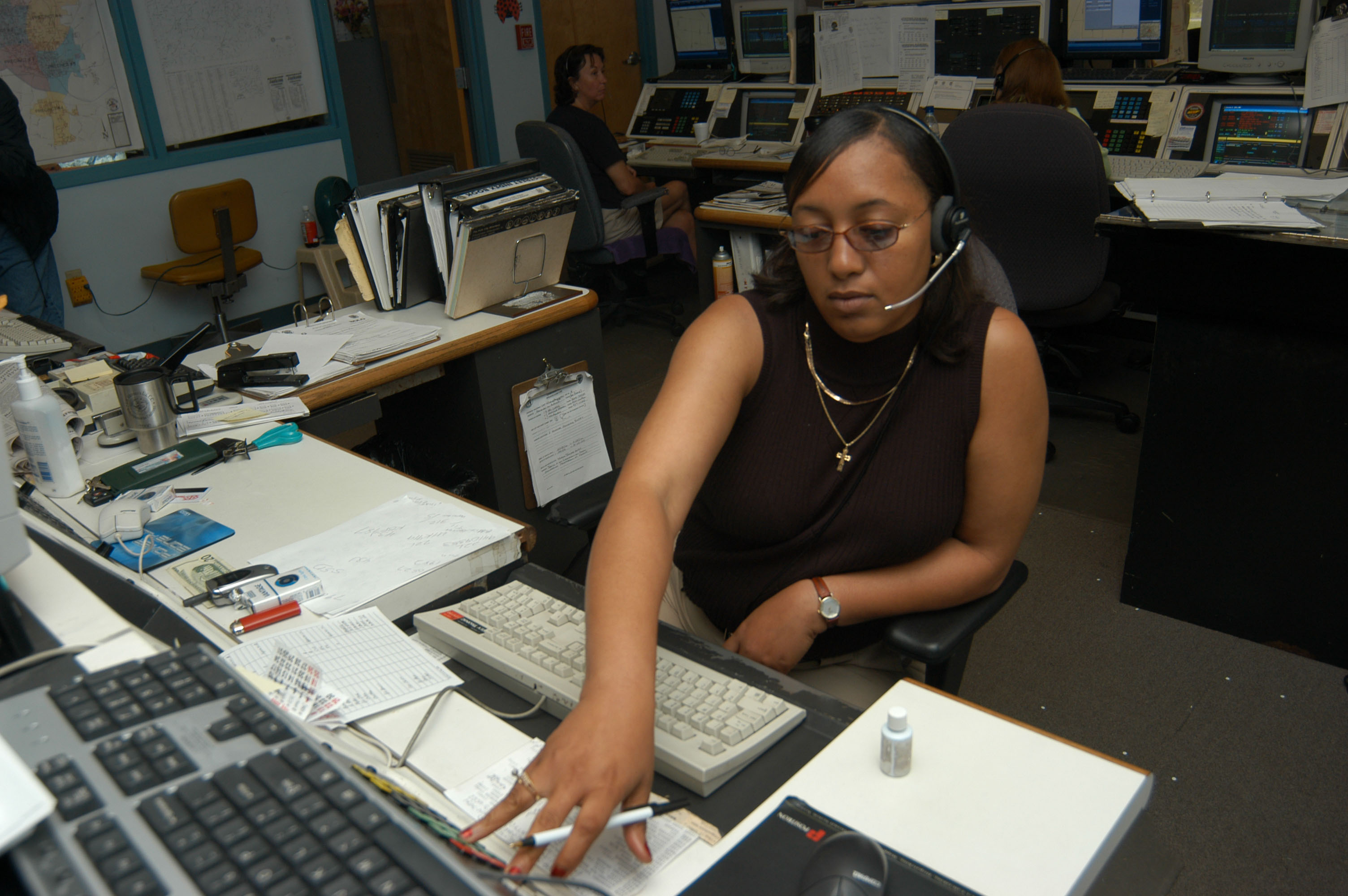
Uma despachante atende uma chamada de emergência em Jackson, Tennessee no 9-1-1 Dispatch Center.

Implementação dos dois números de telefone de emergência aprovados pela UIT:
112
911
112 e 911
Outro número ou nenhum redirecionamento

911, também escrito como 9-1-1, é um número de telefone de emergência para o Plano de Numeração da América do Norte (NANP), um dos oito códigos N11 . Como outros números de emergência em todo o mundo, esse número destina-se ao uso apenas em situações de emergência, e usá-lo para qualquer outra finalidade (como fazer chamadas falsas ou trotes) é um crime na maioria das jurisdições.
Em mais de 98% dos locais nos Estados Unidos e no Canadá, discar "911" de qualquer telefone vinculará o chamador a um escritório de despachos de emergência - chamado de Ponto de Atendimento de Segurança Pública (PSAP) pelo setor de telecomunicações - que pode enviar atendentes de emergência para o local do chamador em uma emergência. Em aproximadamente 96 por cento dos Estados Unidos, o sistema "911 aprimorado" emparelha automaticamente os números de chamadas com um endereço físico.
Nas Filipinas, a linha direta de emergência 911 está disponível ao público desde 1º de agosto de 2016, embora tenha sido disponibilizada pela primeira vez na cidade de Dávao. É o primeiro de seu tipo na região Ásia-Pacífico. Ele substitui o número de emergência anterior 117 usado fora da cidade de Dávao.
Em 2017, um sistema 911 está em uso no México, onde a implementação em diferentes estados e municípios está sendo realizada.
Em outros países, existem outros números de emergência. O 999 é usado em Bangladesh, Cingapura, Malásia, Hong Kong, Reino Unido e muitos territórios britânicos, 112 é o número de emergência equivalente usado na União Europeia, 000 é usado na Austrália.

## História
O primeiro uso conhecido de um número de telefone de emergência nacional começou no Reino Unido em 1937-1938, usando o número 999, que continua até hoje. Nos Estados Unidos, a primeira ligação do 911 foi feita em Haleyville, Alabama, em 1968. No Canadá, o serviço 911 foi adotado em 1972, e a primeira chamada do 911 ocorreu após a implantação de 1974 em Londres, Ontário.
Nos Estados Unidos, o esforço para o desenvolvimento de um número de telefone de emergência americano em todo o país ocorreu em 1957, quando a Associação Nacional de Chefes de Bombeiros recomendou que um único número fosse usado para relatar incêndios. A primeira cidade da América do Norte a usar um número de emergência central foi a cidade canadense de Winnipeg, Manitoba, em 1959, que instituiu a mudança a pedido de Stephen Juba, prefeito de Winnipeg na época. Winnipeg usou inicialmente 999 como o número de emergência,  mas trocou os números quando 911 foi proposto pelos Estados Unidos. Em 1967, a Comissão do Presidente para a Aplicação da Lei e Administração da Justiça recomendou a criação de um número único que pudesse ser usado em todo o país para relatar emergências. A Comissão Federal de Comunicações se reuniu com a AT&T em novembro de 1967 para escolher o número.
Em 1968, o número foi acertado. A AT&T escolheu o número 911, que era simples, fácil de lembrar, discado facilmente e, por causa do meio 1, indicando um número especial como os números 411 e 611), funcionou bem com os sistemas telefônicos em vigor no momento (o que 999 não faria). Na época, esse anúncio afetou apenas as empresas de telefonia da Bell System; empresas telefônicas independentes não foram incluídas no plano telefônico de emergência. A Alabama Telephone Company decidiu implementá-lo antes da AT&T, escolhendo Haleyville, Alabama, como local.
A AT&T fez sua primeira implementação em Huntington, Indiana, em 1º de março de 1968. No entanto, a disseminação da implementação do 911 levou muitos anos. Por exemplo, embora a cidade de Chicago, Illinois, tivesse acesso ao serviço 911 desde 1976, a Comissão de Comércio de Illinois não autorizou o provedor de serviços telefônicos Illinois Bell a oferecer 911 aos subúrbios de Chicago até 1981. A implementação ainda não foi imediata; em 1984, apenas oito subúrbios de Chicago no Condado de Cook tinham o serviço 911. No final de 1989, pelo menos 28 subúrbios de Chicago ainda careciam do serviços 911; algumas dessas cidades haviam escolhido anteriormente recusar o serviço 911 devido a custos e - de acordo com a equipe de resposta a emergências - falha em reconhecer os benefícios do sistema 911. Em 1979, 26% da população dos EUA poderia discar o número. Isso aumentou para 50% em 1987 e 93% em 2000. Em dezembro de 2017, 98,9% da população dos EUA tinha acesso ao número.
A conversão para 911 no Canadá começou em 1972 e, a partir de 2018, praticamente todas as áreas, exceto algumas áreas rurais, como os Territórios do Noroeste e Nunavut, estavam usando o 911. Em 2008, a cada ano os canadenses faziam doze milhões de chamadas para o 911.
Em 15 de setembro de 2010, a AT&T anunciou que o Estado do Tennessee havia aprovado um serviço para dar suporte a um teste de Mensagem-para-9-1-1 em todo o estado, onde a AT&T poderia permitir que seus usuários enviassem mensagens de texto para  PSAPs 911.
A maioria dos territórios ultramarinos britânicos no Caribe usa o plano de numeração norte-americano; Anguilla, Bermudas, Ilhas Virgens Britânicas e Ilhas Cayman usam 911.
O México trocou o número de telefone de emergência de 066 para 911 em 2016 e 2017.

## 911 Aprimorado
O 911 Aprimorado (E-911 ou E911) fornece automaticamente ao despachante a localização do chamador, se disponível. O 911 aprimorado está disponível na maioria das áreas, incluindo aproximadamente 96% dos EUA.
Em todas as jurisdições da América do Norte, uma legislação especial permite que as operadoras de emergência obtenham o número de telefone e a localização de um chamador ao 911. Essas informações são coletadas através do mapeamento do número de telefone de chamada para um endereço em um banco de dados. Essa função de banco de dados é conhecida como Identificação Automática de Local (ALI). O banco de dados é geralmente mantido pela companhia telefônica local, sob um contrato com o PSAP. Cada companhia telefônica possui seus próprios padrões para a formatação do banco de dados. A maioria dos bancos de dados ALI possui um banco de dados complementar conhecido como MSAG, Master Street Address Guide, ou Guia Mestre de Endereços. O MSAG descreve elementos de um endereço, incluindo a grafia exata dos nomes das ruas e os intervalos dos números das ruas.
Para localizar um telefone celular geograficamente, existem duas abordagens gerais: alguma forma de radiolocalização da rede celular ou usar um receptor do Sistema de Posicionamento Global incorporado ao próprio telefone. Ambas as abordagens são descritas pelo protocolo de serviços de localização de recursos de rádio (protocolo LCS). Dependendo do hardware do telefone móvel, um dos dois tipos de informações de localização pode ser fornecido à operadora. O primeiro é a Wireless Phase One (WPH1), que é a localização da torre e a direção da qual a chamada veio, e a segunda é a Wireless Phase Two (WPH2), que fornece uma localização GPS estimada.
À medida que a tecnologia do Protocolo de Voz sobre Internet (VoIP) amadureceu, os provedores de serviços começaram a interconectar o VoIP com a rede telefônica pública comutada e comercializaram o serviço VoIP como um serviço telefônico de substituição barato. No entanto, os regulamentos E911 e as sanções legais dificultaram severamente a adoção mais ampla do VoIP: o VoIP é muito mais flexível que o serviço de telefone fixo, e não há maneira fácil de verificar a localização física de um chamador em uma rede VoIP nômade a qualquer momento (especialmente no caso de redes sem fio), e muitos provedores ofereceram serviços que excluíram especificamente o serviço 911, a fim de evitar as severas penalidades de não conformidade com o E-911. Os serviços de VoIP tentaram improvisar, como rotear chamadas 911 para o número de telefone administrativo do Ponto de Atendimento de Segurança Pública, adicionar software para rastrear localizações de telefone etc.
Em resposta aos desafios do E911 inerentes aos sistemas de telefonia IP, uma tecnologia especializada foi desenvolvida para localizar os chamadores em caso de emergência. Algumas dessas novas tecnologias permitem que o chamador seja localizado no escritório específico em um andar específico de um edifício. Essas soluções suportam uma ampla variedade de organizações com redes de telefonia IP. As soluções estão disponíveis para provedores de serviços que oferecem PBX IP hospedado e serviços VoIP residenciais. Esse segmento cada vez mais importante da tecnologia de telefonia IP inclui serviços de roteamento de chamadas E911 e dispositivos automatizados de rastreamento de telefones. Muitas dessas soluções foram estabelecidas de acordo com os padrões da FCC, CRTC e NENA i2, a fim de ajudar empresas e provedores de serviços a reduzir as preocupações de responsabilidade e atender aos regulamentos E911.

O sistema 911 aprimorado

## Despacho assistido por computador
Os despachantes do 911 usam o despacho assistido por computador (CAD) para registrar um registro dos serviços policiais, bombeiros e EMS. Pode ser usado para enviar mensagens para o despachante por meio de um terminal móvel de dados (MDT) e/ou para armazenar e recuperar dados (por exemplo, registros de rádio, entrevistas de campo, informações de clientes, agendas etc.). Um despachante pode anunciar os detalhes da chamada para as unidades de campo por um rádio bidirecional. Alguns sistemas se comunicam usando os recursos de chamada seletiva de um sistema de rádio bidirecional.
Os sistemas CAD podem enviar mensagens de texto com detalhes da chamada para serviço a pagers alfanuméricos ou serviços de texto de telefonia sem fio, como SMS.

## Financiamento
Nos Estados Unidos e no Canadá, o 911 é normalmente financiado por meio de taxas mensais aos clientes de telefone. As empresas de telefonia, incluindo as operadoras de celular, podem ter direito a solicitar e receber reembolsos pelos custos de sua conformidade com as leis que exigem que suas redes sejam compatíveis com o 911. As taxas dependem da localidade e podem variar de US$ 0,25 a US$ 3,00 por mês, por linha. A taxa média do número sem fio 911 é de cerca de US$ 0,72.
As taxas mensais geralmente não variam com base no uso da rede pelo cliente, embora alguns estados limitem o número de linhas sujeitas à taxa para grandes empresas com várias linhas.
Essas taxas pagam o custo de fornecer os meios técnicos para conectar os chamadores a um centro de despacho 911; os próprios serviços de emergência são financiados separadamente.